# Bullis valentia
Bullis valentia är en fjärilsart som beskrevs av Swinhoe 1896. Bullis valentia ingår i släktet Bullis och familjen juvelvingar. Inga underarter finns listade i Catalogue of Life.